# Piren
Piren – organiczny związek chemiczny, policykliczny węglowodór aromatyczny zbudowany z czterech sprzężonych pierścieni benzenowych.
Piren jest w temperaturze pokojowej bezbarwną substancją krystaliczną. Po raz pierwszy został wyodrębniony przez Carla Gräbego, ze smoły pogazowej, będącej produktem ubocznym suchej destylacji węgla kamiennego (w niegdysiejszym procesie produkcji gazu miejskiego). Otrzymuje się go przez wyodrębnianie z sadzy, powstałej w czasie niezupełnego spalania węgla kamiennego lub substancji organicznych. Piren jest słabo toksyczny, ale bardzo mocno rakotwórczy. Atakuje nerki i wątrobę.
Komercyjnie jest wykorzystywany jako składnik pigmentów, pestycydów i środek plastyfikujący tworzywa sztuczne. W laboratoriach służy często jako wygodny wzorzec do spektroskopii fluorescencyjnej.
W krysztale i niektórych roztworach piren tworzy silnie z sobą związane dimery sandwichowe.
Piren jest rozpuszczalny w alkoholu, eterze. Roztwory pirenu wykazują niebieską fluorescensję.